# 20623 Davidyoung
20623 Davidyoung este un asteroid din centura principală de asteroizi.

## Descriere
20623 Davidyoung este un asteroid din centura principală de asteroizi. A fost descoperit pe 10 octombrie 1999 la Everstar de M. Abraham și G. Fedon. Asteroidul prezintă o orbită caracterizată de o semiaxă mare de 2,64 ua, o excentricitate de 0,19 și o înclinație de 12,6° în raport cu ecliptica.